# أنخيل كاسيرو
أنخيل كاسيرو (بالإسبانية: Ángel Casero)‏ مواليد 27 سبتمبر 1972 في ألبالات دلس تارونخرس، إسبانيا، هو دراج إسباني سابق في صنف سباق الدراجات على الطريق.

## سباقات أو مراحل فاز بها
- طواف إسبانيا

## روابط خارجية
- أنخيل كاسيرو على موقع الاتحاد الدولي للدراجات (الإنجليزية)
- أنخيل كاسيرو على موقع أرشيف الدراجات (الإنجليزية)